# Piankashaw
Piankashaw (Piankeshaw) /dolazi od Päyangitchaki 'those who separate,' iz pevangiani, 'I separate from,' maleno pleme američkih Indijanaca porodice Algonquian nekad nastanjeno na širokom području po američkih državama Indiana, Illinois i Ohio, uključujući i današnji grad Vincennes, na kojem se nalazilo njihovo selo Chippecoke (Chippekawkay), u značenju “Place of Roots”. Piankashawi su isprva bili dio naroda Miami, plemena srodnom Illinoisima, ali su se u kasnijim vremenima odcijepili i osamostalili kao poseban narod. Bili su prijatelji Francuza i neprijatelji Britanaca. Negdje 1770. godine daju dozvolu Delawarcima da se nastane na istočni dio njihovog teritorija. Početkom sljedećeg stoljeća zajedno sa srodnim plemenom Wea prelazi na područje države Missouri, gdje su se zadržali do 1832., prodali svoju zemlju i kao jedno pleme preselili se u Kansas. U Kansasu se 1854. ujedinjuju s ostacima plemena Illinois, preuzevši kolektivno ime  'Peoria and Kaskaskia' . Nakon trinaest godina (1867) Peoria, Kaskaskia, Wea i Piankashawi odlaze u Oklahomu, prodavši svu zemlju u Kansasu. U Oklahomi će preuzeti ime Peoria. Potomaka vjerojatno imaju u Oklahomi
Piankashawi sa SAD-om čine ili učestvuju u cijelom nizu ugovora (10). Prvi je bio onaj u Greenvilleu (1795), ugovor iz 1818 u Vincennesu nije ratificiran, a posljednji je bio u Washingtonu, DC 1867. 
Piankashawi nisu nikad bili veliko pleme. Chauvignerie 1736. procjenjuje da plemena Piankashaw, Wea i Pepikokia broje 1,750 duša. Godine 1759. brojno stanje Piankashawa procjenjeno je na 1,500, a pet godina kasnije na 1,250. U prvoj polovici 19. stoljeća ovaj broj je znatno manji, 234 (1825.), a konsolidirana plemena Miamia i Illinoisa imala su 1906. svega 192 pripadnika, od kojih nijedan nije bio čistokrvan.

## Vanjske poveznice
- Piankashaw Indian Tribe History
- Piankashaw Indians  Arhivirana inačica izvorne stranice od 28. prosinca 2005. (Wayback Machine)
- Dr. Dorothy Libby, An Anthropological Report on the Piankashaw Indians[neaktivna poveznica]
- Graham and Sarah, Piankeshaw Indians (dječja stranica)  Arhivirana inačica izvorne stranice od 10. svibnja 2005. (Wayback Machine)